# 홍성군의회
홍성군의회는 충청남도 홍성군 지역을 관할하는 기초의회이다.